# Flanagan Glacier
Flanagan Glacier är en glaciär i Antarktis. Den ligger i Västantarktis. Chile gör anspråk på området. Flanagan Glacier ligger 541 meter över havet.
Terrängen runt Flanagan Glacier är kuperad västerut, men österut är den platt. Trakten är obefolkad. Det finns inga samhällen i närheten.